# Grahamia frutescens
Grahamia frutescens är en tvåhjärtbladig växtart som först beskrevs av Asa Gray, och fick sitt nu gällande namn av Gordon Douglas Rowley. Grahamia frutescens ingår i släktet Grahamia och familjen Anacampserotaceae. Inga underarter finns listade i Catalogue of Life.